# Alfredo Binda
Alfredo Binda (11. kolovoza 1902. – 19. srpnja 1986.) bio je talijanski biciklist koji se je natjecao tijekom 1920-ih i 1930-ih, a kasnije trenirao velik prvake cestovnog bicklizma Frusta Coppija i Gina Bartalija. Binda je prvi višestruki pobjednik Giro d'Italia, pobijedivši ukupno pet puta u vremenu između 1925 i 1933.
Alfredo Binda tri puta je bio prvak svijeta u cestovnom biciklizmu (1927., 1930. i 1932.), osvojio je pet Giro d'Italia (1925., 1927., 1928., 1929. i 1933.), dvije utrke Milano – Sanremo i četiri puta pobijedio na Giro di Lombardia.